# Zychorzyn-Kolonia
 Zychorzyn-Kolonia – kolonia w Polsce położona w województwie mazowieckim, w powiecie przysuskim, w gminie Rusinów.
W latach 1975–1998 miejscowość administracyjnie należała do województwa radomskiego.
Wierni kościoła rzymskokatolickiego należą do parafii św. Szymona i Judy Tadeusza w Bielinach.